# كابيتال ون
كابيتال ون (بالإنجليزية: Capital One Financial Corporation)‏ هي شركة وبنك مصرفي أمريكي متخصص في بطاقات الائتمان وقروض السيارات والحسابات المصرفية وحسابات التوفير، تأسس في عام 1994، ويقع مقره الرئيسي في ماكلين بولاية فرجينيا، الولايات المتحدة. وهو من ضمن أكبر البنوك في الولايات المتحدة، يمتلك سمعة طيبة لأنه يركز على التطور التكنولوجي. يمتلك البنك 755 فرعًا و2000 جهاز صراف آلي. صنف في المرتبة 99 على قائمة فورتشين 500، وفي المرتبة 9 على قائمة فورتون لأفضل 100 شركة يمكن العمل فيها. كان من ضمن أكبر خمس بنوك مصدر لبطاقات الائتمان من حيث حجم الشراء بعد أمريكان إكسبريس وجي بي مورغان تشيس وبنك أمريكا وسيتي غروب.